# 大江戸温泉物語
大江戸温泉物語（おおえどおんせんものがたり）は、大江戸温泉物語ホテルズ&リゾーツ株式会社（東京都中央区）や湯快リゾート株式会社などの企業が運営する温浴施設ホテルのブランド名である。
この項目では、大江戸温泉物語ホテルズ&リゾーツ株式会社をはじめとする大江戸温泉物語グループの各法人や親会社のGENSEN HOLDINGSについても述べる。
キャッチコピーは『ニッポンへ、出かけよう。』

## 概要
2001年、世界都市博覧会が中止となって用途を失った有明地区の博覧会予定地の有効活用を目的として、当時キョウデン社長の橋本浩が設立した会社であり、2003年には同地区に温浴施設・東京お台場 大江戸温泉物語をオープンさせた。その後2007年からは、経営破綻した旅館や不振の公共宿泊施設など地方の温泉宿を買収、居抜き出店するなどを行い、全国的に「大江戸温泉物語」のブランドを展開していった。
2015年2月13日、投資ファンドであるベインキャピタルが、橋本浩率いるキョウデンエリアネット他より大江戸温泉物語株式会社の親会社である大江戸温泉ホールディングス株式会社の全株式を取得すると発表した。買収総額は、約500億円と報じられている。
2016年2月1日、大江戸温泉物語株式会社が大江戸温泉ホールディングス株式会社を吸収合併。同年3月29日、大江戸温泉アセットマネジメント株式会社により大江戸温泉リート投資法人が設立された。
2016年12月21日、中華人民共和国上海市に「大江戸温泉物語」と同じ名称の温浴施設がオープンした。外観も日本の施設と酷似している。大江戸温泉物語株式会社は「全く無関係。」とコメントしており、中国の施設運営側は「上海の別の会社を通してブランド名の使用許可を得た。」と主張している。この主張に対し大江戸温泉物語株式会社は「海外の企業・団体と資本・業務提携はない」と否定している。
2017年10月1日、大江戸温泉物語グループ株式会社（2017年6月29日設立）が大江戸温泉物語株式会社の全株式を取得および株式会社大江戸温泉ホールディングスジャパンの事業の一部を吸収分割により承継。同年11月1日、大江戸温泉物語グループ株式会社が大江戸温泉物語株式会社が手掛けていた全ての事業を吸収分割により承継。大江戸温泉物語株式会社は資産保有会社となった。
2018年9月1日、大江戸温泉物語ホテルズ＆リゾーツ株式会社（旧・株式会社BCJ-30）が、株式会社大江戸温泉物語ホールディングスジャパンと大江戸温泉物語グループ株式会社の2社を吸収合併。
2021年6月23日、東京都との事業用定期借地権設定契約が、同年12月に期限を迎える事を受け、「東京お台場 大江戸温泉物語」を同年9月5日限りで閉館すると発表した。
2022年1月15日、ベインキャピタルは同年2月末までに本企業の株式並びに経営権をベインキャピタルと同じアメリカの投資ファンドであるローンスターグループに売却すると発表した。
2023年12月、チェーンの資産運用会社で大江戸温泉リート投資法人(現日本ホテル&レジデンシャル投資法人)を運用する「大江戸温泉アセットマネジメント」をアパグループに売却した（現 アパ投資顧問株式会社）。

### 湯快リゾートとのブランド統合
2023年6月13日、同じくローンスター傘下となった湯快リゾートとともに新設持株会社のGENSENホールディングスを設立しその傘下とする経営統合を予定していると報道された。
2024年9月2日に11月1日付での湯快リゾートとのブランド統合を正式発表。各施設の運営会社は変わらないものの、湯快リゾート系の各ブランドを大江戸温泉物語系の各ブランドに転換する形で統合する（ただし、犬を連れて一緒に泊まれる「湯快わんわんリゾート」に相当する大江戸温泉物語の既存ブランドはないため、「大江戸温泉物語わんわんリゾート」という新ブランドとなる）。本統合と新築物件獲得により、大江戸温泉物語グループは全67施設となる。
2024年11月1日に湯快リゾートとブランドを統合。湯快リゾート管理の施設29施設のうち、能登半島地震の影響で見送った金波荘などを除く、27施設が「大江戸温泉物語」として運営を開始した。2025年2月1日、湯快リゾート山中グランドホテルが大江戸温泉物語premium山中グランドホテルとしてリニューアルした。2025年4月12日に湯快リゾート金波荘がTAOYA和倉としてリブランドオープン。これにより、大江戸温泉物語・TAOYAへのブランド統合が完了する。

## GENSEN HOLDINGS
GENSEN HOLDINGSは、大江戸温泉物語と湯快リゾートの親会社である。

### 概要
湯快リゾートがローンスター傘下に移った際に、当社との経営統合のために作られた会社。主に、会社の株式又は持分の取得、保有、管理及び売買を行ったり、有価証券に関する投資、ホテル業に係る経営管理を行なっている。

### 歴史
2023年（令和5年）2月-本社と湯快リゾートの統合委員会が設置された。
2023年8月31日-新設持株会社のGENSEN HOLSINGSを設立し本社と湯快リゾートをその傘下として運営しているスタイルに変更した。新会社には両者の本部長が新会社に転任という形で所属している。
2024年4月1日-入社式をGENSEN  HOLDINGSとして行った。
2024年10月25日-ブランド統合に先駆けた記者会見で、GENSEN HOLDINGSの社長は当時湯快リゾート社長の西谷浩司であることが明らかにされた。

### 子会社

#### 大江戸温泉物語グループ
- 大江戸温泉物語ホテルズ&リゾーツ[20]
  - 大江戸温泉物語グループの親会社である。
  - 2018年6月7日-BCJ-30として設立。後に現在の名称となる。
  - 2018年9月1日-大江戸温泉グループ株式会社と株式会社大江戸温泉ホールディングスジャパンを吸収合併
  - 2023年3月1日-合同会社香川観光開発と大阪観光株式会社を吸収合併

- 大江戸温泉物語株式会社(三代目)：東京都中央区子会社（100%出資）[21]
  - 2015年12月1日-株式会社スプリングホールディングスとして設立
  - 2016年2月1日-大江戸温泉ホールディングス株式会社を吸収合併
  - 2018年9月3日-串本温泉ホテル株式会社を吸収合併
  - 現在は資産保有会社となっている。
- 株式会社大江戸温泉レインボー：東京都中央区、子会社（100%出資）[22]
  - 2017年3月1日-大江戸温泉販売株式会社を吸収合併
- 株式会社山下家：石川県加賀市、子会社（56%出資）[23]
- 片山津大江戸温泉物語株式会社：石川県加賀市、子会社（53%出資）[24]
- 株式会社レオマユニティー：香川県丸亀市、子会社（100%出資）[25]
- 株式会社鷹泉閣岩松旅館：宮城県仙台市。子会社

#### 湯快リゾートグループ
- 関連会社は湯快リゾートを参照。

### 過去の関連会社
- 大江戸温泉アセットマネジメント株式会社：東京都中央区
  - 孫会社（大江戸温泉物語株式会社100%出資）、2023年12月にアパグループに売却
- 串本温泉ホテル株式会社：和歌山県東牟婁郡串本町、子会社（100%出資）
  - 2018年3月1日付で大江戸温泉物語ホテルズ&リゾーツ株式会社に合併。
- 合同会社香川県観光開発：香川県丸亀市
  - 2023年3月1日付で大江戸温泉物語ホテルズ&リゾーツ株式会社に合併。
- 大江戸温泉販売株式会社：東京都中央区
  - 2017年3月1日付で株式会社大江戸温泉レインボーに合併。[26]
- 大江戸温泉ホールディングス株式会社：東京都中央区
  - 2015年10月1日付で大江戸温泉株式会社を吸収合併。その後、2016年2月1日付で大江戸温泉株式会社(三代目)に合併。[27]
- 株式会社大江戸温泉ホールディングスジャパン：東京都千代田区
  - 2018年9月3日付で大江戸温泉物語ホテルズ&リゾーツ株式会社に合併。[28]
- 大江戸温泉物語株式会社(初代)：東京都中央区
  - 2015年10月1日付で大江戸温泉ホールディングス株式会社に合併。[29]
- 大江戸温泉物語株式会社(二代目)：東京都中央区
  - 2015年12月1日付で大江戸温泉ホールディングス株式会社に合併。[30]
- 大江戸温泉物語グループ株式会社：東京都中央区。
  - 2018年9月3日付で大江戸温泉物語ホテルズ&リゾーツに合併。[31]

## 運営ブランド

### TAOYA
2023年以降、「TAOYA」という新名称をグループの最上位ブランドと位置づけ、温泉リゾートホテルを順次展開している。
例えばTAOYA日光霧降においては、1996年竣工～2007年3月31日営業終了の旧メルモンテ日光霧降の建物を利用し、プリツカー賞を受賞した建築家であるロバート・ヴェンチューリによる設計のため特異なインテリアおよびエクステリアデザインを特徴とし、内部にはマルセル・ブロイヤーのワシリーチェアやミース・ファン・デル・ローエによるブルーノチェアなどを配するなど、従来の温泉旅館とは異なる高級感を演出する方向を打ち出している。
TAOYAの名は「ゆったりと、たおやかに」というブラントコンセプトから来ており、「オールインクルーシブ」（館内のほぼ全てのサービスを含んだ宿泊料金）を特徴とする。

### 大江戸温泉物語
すべての世代に親しみやすい温泉宿を目指している。
- 大江戸温泉物語
運営開始からの主力形態。
- 大江戸温泉物語Premium
施設をリニューアルし、滞在中に何度でも利用できるプレミアムラウンジなどの施設を充実させているが。その分客単価が高くなっている[33]。
- 大江戸温泉物語わんわんリゾート
湯快リゾートから引き継がれた形態。ペット同伴専用の温泉宿。部屋他貸切風呂などペットと一緒に利用できる。ドッグラン、フォトスポットなども設置されている。

## 施設
大江戸温泉物語グループとして68施設が営業している。（2025年2月時点）大江戸温泉物語ホテルズ&リゾーツ及び関連会社が運営する会社は頭に無印、湯快リゾート株式会社及び関連会社が運営する施設には、頭に■を付し、以前の名称を<<>>という形で付す。元湯快リゾート施設の詳細は湯快リゾートを参照。

### 東北
宮城県
- TAOYA秋保（仙台市太白区）
旧・岩沼屋。2020年大江戸温泉物語グループ入り、2023年6月にTAOYAへリニューアル
- Premium仙台作並（宮城県仙台市）
旧鷹泉閣岩松旅館。株式会社 鷹泉閣岩松旅館が運営。2024年9月11日付で大江戸温泉物語リゾーツ&ホテルズと業務提携を結んだ。[35]2025年4月に名称を改めて開業。
- premiumホテル壮観（宮城郡松島町）
2010年10月東武鉄道より全株式を買収、2024年7月Premiumにリニューアル[36]
- 幸雲閣（大崎市）
旧・鳴子湯乃里　幸雲閣
- ますや（大崎市）
旧・四季の宿 ますや
2施設とも2016年大江戸温泉物語が取得[37]

福島県
- あいづ（会津若松市）
旧・ウェルサンピア会津（厚生年金健康福祉センター）、2007年大江戸温泉物語が取得。
- 東山グランドホテル（会津若松市)
2007年民事再生手続開始、2008年大江戸温泉物語が取得。

### 関東
栃木県
- TAOYA那須塩原（那須塩原市）
旧・かもしか荘（栃木県勤労者休養施設）。2008年大江戸温泉物語が取得、2023年8月にTAOYAへリニューアル[32]
- TAOYA日光霧降（日光市）
旧・メルモンテ日光霧降（メルパルク系列）。2007年大江戸温泉物語が取得、2023年4月にTAOYAへリニューアル。
- TAOYA川治（日光市）
星野リゾートが運営していた川治温泉の界 川治（元・宿屋伝七、2024年10月閉館）を2024年5月に取得した。2025年2月にオープン[38]。
- premiumホテルニュー塩原（那須塩原市）
旧岡部ホテルグループ。2010年大江戸温泉物語が取得、2025年3月premiumにリニューアル[39]
- premium鬼怒川観光ホテル（栃木県日光市）
旧岡部ホテルグループ。2010年大江戸温泉物語が取得、2024年7月Premiumにリニューアル[40]
- ホテル鬼怒川御苑（日光市）
2006年経営破綻、再建を手がけた投資ファンドから2010年に大江戸温泉物語が取得。

群馬県
- premium伊香保（渋川市）
旧・伊香保東急ビラ（東急ホテルズグループ）、2007年大江戸温泉物語が取得。2025年7月premiumにリニューアル

千葉県
- 君津の森（君津市）
旧・ウェルサンピア君津（厚生年金健康福祉センター）、2007年大江戸温泉物語が取得。グループ唯一の人工温泉。

### 甲信越
長野県
- TAOYA木曽路（木曽郡南木曽町）
旧・ホテル木曽路。2018年大江戸温泉物語が取得、2024年4月にTAOYAへリニューアル。
- 信州鹿教湯（上田市）
旧・鹿教湯温泉ホテル東急（東急ホテルズグループ）2007年大江戸温泉物語が取得（鹿教湯藤館）、2025年現名称に変更。
- わんわんリゾート信州上田（上田市）
旧・かんぽの宿鹿教湯。2007年大江戸温泉物語が取得（鹿教湯桜館）、2025年7月にわんわんリゾートにリニューアル。

新潟県
- premium汐美荘（村上市）
旧・夕映えの宿汐美荘。2020年大江戸温泉物語が取得、2023年6月Premiumにリニューアル[41]。

山梨県
- ホテル新光（笛吹市）
2012年大江戸温泉物語が取得。

### 東海
三重県
- TAOYA志摩（三重県鳥羽市）
旧・タラサ志摩ホテル&リゾート。2018年10月大江戸温泉物語が取得、2019年4月にTAOYAブランド第1号としてリニューアル[42]。
- premium伊勢志摩（志摩市）
旧・旅情館紫光。2010年民事再生申請、2012年大江戸温泉物語が取得、2024年6月Premiumにリニューアル。
- premium鳥羽彩朝楽（鳥羽市）
旧プレミアムタイプ
- ■志摩彩朝楽（志摩市）
旧プレミアムタイプ

静岡県
- premiumあたみ(熱海市)
旧・南明ホテル。2011年大江戸温泉物語が取得（大江戸温泉ブランドへの転換は2012年）、2024年7月Premiumにリニューアル[43]
- premium伊東ホテルニュー岡部（静岡県伊東市）
旧岡部ホテルグループ。2010年大江戸温泉物語が取得。2025年7月premiumにリニューアル。
- ホテル水葉亭（静岡県熱海市）
2016年大江戸温泉物語が取得、2017年4月リニューアルオープン。
- 土肥マリンホテル（静岡県伊豆市）
2013年、プレシアリゾート土肥より取得。

岐阜県
- TAOYA下呂（岐阜県下呂市）
旧・ホテルパストール。2007年大江戸温泉物語が取得（「大江戸温泉物語 下呂」）、2017年7月「下呂新館」にリニューアル、2023年6月Premiumにリニューアル[41]。2025年5月7日より休館し、TAOYAブランドにリニューアル。
- ■premium下呂本館（岐阜県下呂市）《湯快リゾート 下呂彩朝楽本館》
旧プレミアムタイプ。2024年11月にリニューアルオープン。[44]
- ■下呂別館（岐阜県下呂市）《湯快リゾート 下呂彩朝楽別館》
旧スタンダードタイプ。
- ■恵那峡（岐阜県恵那市）《湯快リゾート 恵那峡国際ホテル》
旧プレミアムタイプ。

### 北陸
石川県
- TAOYA和倉 （石川県七尾市）<<湯快リゾート金波荘>>

白浜千畳と同時にTAOYAブランドに転換する予定だったが、2024年1月の能登半島地震により著しい建物の損傷を受け休館中で、暫くの間は営業再開か廃館かの方向性すら決められず、ブランド転換が一旦保留になっていた。
- premium山下家（石川県加賀市）
株式会社　山下家が運営。創業200年余の老舗旅館であったが、民事再生手続中の2009年に大江戸温泉物語が業務提携をし、2024年4月Premiumにリニューアル[46]。
- ■premium加賀まるや（石川県加賀市）《湯快リゾート NEW MARUYAホテル》
旧プレミアムタイプ。2024年11月リニューアル[44]
- ■premiumよしのや依緑園（石川県加賀市）
旧プレミアムタイプ。
- ■premium山中グランドホテル（石川県加賀市）

旧プレミアムタイプ。2024年5月より改修工事のため休業していたが、2025年2月にリニューアルオープン。
- ながやま（石川県加賀市）
旧・片山津温泉ホテルながやま。2008年大江戸温泉物語が取得。大江戸温泉物語の子会社、片山津大江戸温泉物語株式会社が運営している。
- ■山代彩朝楽（石川県加賀市）《湯快リゾート 彩朝楽》
旧スタンダードタイプ。湯快リゾート第一号店。
- ■山中彩朝楽（石川県加賀市）《湯快リゾート 花・彩朝楽》
旧スタンダードタイプ。2023年4月までは女性専用だった。
- ■あわづグランドホテル（石川県小松市）
旧プレミアムタイプ。2024年12月露天風呂がオープン。
- わんわんリゾート粟津（石川県小松市）
- わんわんリゾート矢田屋松濤園（石川県加賀市）
食事がバイキング形式ではないので注意。

福井県
- ■premium青雲閣（福井県あわら市）
旧プレミアムタイプ
- あわら（福井県あわら市）
旧・芦原岡本ホテル（岡本倶楽部グループ）。2011年大江戸温泉物語が取得、2012年2月オープン。

富山県
- ■宇奈月グランドホテル（富山県黒部市）
旧プレミアムタイプ

### 近畿
和歌山県
- ⬛︎TAOYA白浜千畳（和歌山県西牟婁郡白浜町）<<湯快リゾートホテル千畳>>
旧プレミアムタイプ。2024年11月、湯快リゾートの施設から初となるTAOYAへのリニューアル。[47]
- ■TAOYA那智勝浦（和歌山県東牟婁郡那智勝浦町）<<湯快リゾート　越乃湯>>
旧プレミアムタイプ。2024年11月のブランド統合の際にはpremiumタイプとして展開したが、2025年6月にTAOYAにリニューアル。
- ■premium白浜御苑（和歌山県西牟婁郡白浜町）
旧プレミアムタイプ。2024年1月よりラウンジを先行導入している。
- ■premium白浜彩朝楽（和歌山県西牟婁郡白浜町）
旧プレミアムタイプ。湯快リゾートプレミアム第一号店。
- 南紀串本（和歌山県東牟婁郡串本町）
旧・浦島ハーバーホテル、2017年大江戸温泉物語が取得[48]、2018年4月リニューアルオープン。

兵庫県
- premiumきのさき（兵庫県豊岡市）
旧・ホテルブルーきのさき、2011年大江戸温泉物語が取得[49]、2023年7月Premiumにリニューアル。
- ■三好屋（兵庫県美方郡新温泉町）
旧プレミアムタイプ。部屋の風呂も温泉である。

大阪府
- 箕面観光ホテル（大阪府箕面市）
2013年大江戸温泉物語が取得[50]。温泉レジャー施設「箕面温泉スパーガーデン」を併設。2025年3月より約1年半休館する。
- 箕面温泉スパーガーデン
詳細は上記「箕面観光ホテル」を参照。

### 中国・四国
鳥取県
- ■premium斉木別館（鳥取県東伯郡三朝町）
旧プレミアムタイプ
- ■かいけ（鳥取県米子市）《湯快リゾート かいけ彩朝楽》
旧スタンダードタイプ

岡山県
- ■輝乃湯（岡山県真庭市）
旧スタンダードタイプ

香川県
- ホテルレオマの森（香川県丸亀市）
2010年大江戸温泉物語が業務提携を結ぶ。子会社のレオマユニティーが運営。
- NEWレオマワールド
レオマの森と同時に大江戸温泉物語と業務提携を結んでいる。

愛媛県
- ■道後（愛媛県松山市）《湯快リゾート 道後彩朝楽》
旧スタンダードタイプ

レジャー施設

### 九州
大分県
- ■premiumホテル風月（大分県別府市）
旧プレミアムタイプ。湯快リゾートの子会社、風月が運営する。
- 別府清風（大分県別府市)
旧・別府ホテル清風。2016年大江戸温泉物語が取得、2017年7月リニューアルオープン[51]

長崎県
- premium西海橋（長崎県佐世保市）
旧・西海橋コラソンホテル。2020年大江戸温泉物語が取得、2023年8月にTAOYAへリニューアル[32]したが、2025年1月6日からPremiumに再変更[52]。
- 長崎ホテル清風（長崎県長崎市）
元は別府ホテル清風の系列だった。2016年大江戸温泉物語が取得、2017年4月リニューアルオープン[53]
- ■ホテル蘭風（長崎県平戸市）
旧プレミアムタイプ
- ■雲仙東洋館（長崎県雲仙市）
旧スタンダードタイプ

佐賀県
- ■嬉野館（佐賀県嬉野市）
旧プレミアムタイプ

熊本県
- 天草ホテル亀屋（熊本県上天草市）
旧・亀屋ホテル華椿。2019年大江戸温泉物語が取得、同年8月リニューアルオープン[54]

### 過去の運営施設
- 東京お台場 大江戸温泉物語 - 東京都江東区 、2003年3月1日オープン、2021年9月5日閉館[9]
- 大江戸温泉物語 天下泰平の湯 すんぷ夢ひろば - 静岡市駿河区 、2012年4月20日リニューアルオープン、2019年8月30日営業停止[55]、2020年7月15日売却[56]
- 大江戸温泉物語 浦安万華郷 - 千葉県浦安市。株式会社湯巡り万華郷の株式買収による物件取得と経営権取得、借地契約満了により、2024年6月2日付で閉館[57][58]。
- 大江戸温泉物語 仙台コロナの湯 - 宮城県仙台市、2012年3月28日にオープンしたコロナグループの直営施設だったが、2012年3月から2023年9月18日まで同社と賃貸借契約を締結して仙台コロナワールドの温浴施設の運営委託を受けていた（賃貸借契約終了後はコロナグループの直営店に戻り、2023年12月再開店）[59][60]。

## リニューアル・新規開業・一時休館
大江戸温泉物語グループは、2024年10月、統合に当たっての記者会見で、リニューアルを進めていくことを明かした。当項目では、2024年11月以降の情報を記載。

### 2024年

#### 11月1日
今回のリニューアルは元湯快リゾート施設のみ。

##### リニューアル
- NEW MARUYA ホテル→premium加賀まるや[62]
- 下呂彩朝楽本館→premium下呂本館[63]
- ホテル千畳→TAOYA白浜千畳[64]

##### 名称変更のみ
（出典は共通）
- 彩朝楽→山代彩朝楽
- 花・彩朝楽→山中彩朝楽
- 下呂彩朝楽別館→下呂別館
- 恵那峡国際ホテル→恵那峡
- かいけ彩朝楽→かいけ
- 道後彩朝楽→道後

### 2025年
ブランド変更
- 1月7日：TAOYA西海橋→premium西海橋
- 3月1日：ホテルニュー塩原→premiumホテルニュー塩原
- 6月23日：premium下呂新館→TAOYA下呂
- 6月29日：premium越乃湯→TAOYA那智勝浦
- 7月7日：伊香保→premium伊香保
- 7月11日：鹿教湯桜館→わんわんリゾート信州上田
- 7月14日：伊東ホテルニュー岡部→premium伊東ホテルニュー岡部

リニューアル
- 2月1日：premium山中グランドホテル
- 4月12日：TAOYA和倉

新規開業
- 2月1日：TAOYA川治（栃木県日光市）
- 4月22日：premium仙台作並

名称変更のみ
- 5月8日：鹿教湯藤館→信州鹿教湯

### 今後の予定

#### ブランド変更
- 6月28日：premium越乃湯→TAOYA那智勝浦
- 7月10日：伊東ホテルニュー岡部→premium伊東ホテルニュー岡部
- 6月22日：premium下呂新館→TAOYA下呂
- 7月7日：伊香保→premium伊香保

#### 一時休館
- 3月31日：箕面観光ホテル・箕面温泉スパガーデン
  - 再開はいつかは決まっていないが、1年半の休館であると謳っている。[65][66]

#### 新規開業
- 10月予定：TAOYA南志摩
2024年9月30日プレミアリゾート夕雅　伊勢志摩を、を、ホスピタリティオペレーションズより取得[67]。2025年4月21日に閉店ののち改装を行い[68]、TAOYAブランドとして展開予定。

- 11月予定：TAOYA箱根
2025年1月31日に大江戸温泉物語ホテルズ&リゾーツが取得。TAOYAブランドとして展開予定。[69]

## 直行運行バス
全て湯快リゾートが運行している。基本的には、旧湯快リゾートの施設まで運行している。大江戸温泉管理の施設には★を付す。

### 北陸エリア
- 新大阪駅・京都駅〜粟津温泉
  - あわづグランドホテル
- 新大阪駅・京都駅〜片山津温泉
  - Premium 加賀まるや
  - ★ながやま
- 新大阪駅・京都駅〜山代温泉
  - ★Premium 山下屋
  - 山代彩朝楽
- 新大阪駅・京都駅〜山中温泉
  - Premium 山中グランドホテル
  - Premium よしのや依緑園
  - 山中彩朝楽
- 新大阪駅・京都駅〜芦原温泉
  - Premium 青雲閣
  - ★あわら

### 東海エリア
※2025年3月で終了
- 新大阪駅・京都駅〜下呂温泉
- 名古屋駅〜下呂温泉
  - ★Premium 下呂新館
  - Premium 下呂本館
  - 下呂別館
- 新大阪駅・京都駅〜恵那峡温泉
- 名古屋駅〜恵那峡温泉
  - 恵那峡
- 新大阪駅・京都駅〜鳥羽・志摩
  - Premium 鳥羽彩朝楽
  - 志摩彩朝楽

### 近畿エリア
- 京都駅・新大阪駅・天王寺駅前〜南紀白浜温泉
  - Premium 白浜御苑
  - Premium 白浜彩朝楽
  - TAOYA白浜千畳
- 京都駅・新大阪駅〜湯村温泉
  - 三好屋

### 中国・四国エリア
- 京都駅・新大阪駅〜三朝温泉
  - Premium 斉木別館
- 京都駅・新大阪駅〜湯原温泉
  - 輝乃湯
- 梅田駅・天王寺駅〜讃岐丸亀（このバスのみ大江戸温泉が運行）
  - ★ホテルレオマの森

### 九州エリア
※2025年3月で終了
- HEARTSバスステーション博多・長崎駅前〜嬉野温泉
  - 嬉野館
- HEARTSバスステーション博多・長崎駅前〜雲仙温泉
  - 雲仙東洋館